# 11 novembre 1965
Le jeudi 11 novembre 1965 est le 315e jour de l'année 1965.

## Naissances
- Laurent Fourrier (mort le 22 mars 1988),
- Stefan Schwarzmann, batteur de heavy metal traditionnel et de power metal
- Ruthie Matthes, coureuse cycliste américaine
- Kåre Ingebrigtsen, footballeur norvégien
- Thierry Chenavaud, auteur, producteur, homme de spectacles français
- Barbara Bouley-Franchitti, comédienne, metteur en scène et dramaturge française
- Nicky Marbot, acteur français
- Jason Nidorf « Max » Mutchnick, producteur et scénariste américain.
- Kim Stockwood (en), chanteuse et compositrice canadienne.

## Décès
- Luis Arturo González López (né le 21 décembre 1900), personnalité politique guatémaltèque
- Gaston Glass (né le 31 décembre 1899), acteur, assistant réalisateur et directeur de production d'origine française, naturalisé américain,

## Autres événements
- La Rhodésie déclare unilatéralement son indépendance du Royaume-Uni
- Le Vol 99 Aeroflot s'écrase à l'atterrissage à Mourmansk. Parmi les 64 passagers et membres d'équipage à bord, 32 périrent.